# KVHV Antwerpen
Het Katholiek Vlaams Hoogstudentenverbond Antwerpen (KVHV-Antwerpen) is een conservatieve en Vlaams-nationalistische Antwerpse studentenvereniging. Ze behoort tot de koepel van het Katholiek Vlaams Hoogstudentenverbond en werd opgericht op 19 december 1973.

Het schild van KVHV-Antwerpen.

## Geschiedenis
In het voorjaar van 1973 werd onder invloed van toenmalig directeur van de Studieadviesdienst aan UFSIA Lionel Vandenberghe een werkgroep samengesteld. De aanleiding daarvoor was een lezersbrief van Kris Barrezeele in het tijdschrift Nieuw Vlaanderen. Uit die werkgroep ontstond in het academiejaar 1973-1974 de Antwerpse afdeling van het KVHV. Het Stichterscomité bestond uit Kris Barrezeele, Martin Decancq, Rudy De Paep, Edwin Truyens en Jef Robbroeckx. De eerste vergadering vond plaats op 19 december, tevens de officiële stichtingsdatum.
In 1975 vormde zich binnen KVHV-Antwerpen vanwege meningsverschillen een groep rond mede-oprichter Edwin Truyens. Zij organiseerden zich als KVHV-NSV en uiteindelijk in 1976 als de Nationalistische Studenten Vereniging (NSV!). Edwin Truyens werd opgevolgd door Bart Vandermoere, die op de IJzerbedevaart van 1975 namens de jongeren sprak. KVHV-Antwerpen ging verder met de kleuren "Oranje-blanje-bleu". De groep rond Truyens (het latere NSV!) ging radicaal voor de Vlaamse onafhankelijkheid, terwijl de groep rond Vandermoere zich binnen de Vlaamse beweging meer bezig wilde houden met culturele en taalkwesties. Ondanks deze conflictueuze geschiedenis, zijn banden tussen het KVHV en de NSV! tegenwoordig goed. De NSV! wordt echter vaak getypeerd als radicaler. 

De kleuren van KVHV-Antwerpen.

In 1976 werd een Verbondshuis geopend door hoogleraar Raymond Derine en taalactivist Flor Grammens. KVHV werd hiermee een meer studentikoze vereniging: pet, clublint en studentencodex werden gehanteerd. Cantussen waren in die tijd een zeldzaam verschijnsel in Antwerpen. Meestal waren ze slechts de inleiding tot een TD, het KVHV bracht hier verandering in.
KVHV-Antwerpen nam actief deel aan de brede Vlaamse Beweging en speelde een stimulerende rol bij het tot stand komen van het VJK (Vlaams Jongeren Kontakt), en de ASB (Antwerpse Studentenbond). De ASB had als doel een front te vormen binnen de VVS. De eerste jaren was KVHV-Antwerpen vooral op UFSIA actief. In het academiejaar 1979-1980 werd de werking uitgebreid naar de overige Antwerpse hogescholen. Onder impuls van Praeses Herwig Praet werd voor het eerst in Antwerpen een Studentenzangfeest georganiseerd.
In juni 2002 stopte de actieve werking van het Verbond. In het academiejaar 2006-2007 werd het Antwerpse KVHV opnieuw opgericht met steun vanuit KVHV-Gent en KVHV-Leuven.

## Kleuren en kentekens
De originele kleuren van KVHV-Antwerpen waren zwart, wit en rood. De KVHV-traditie voor toewijzing van kleuren aan de afdelingen is om zwart en geel samen te voegen met een stadskleur, wat voor Antwerpen wit of rood zou zijn. De combinatie zwart-geel-wit was echter al in gebruik door KVHV-Gent en zwart-geel-rood zijn de kleuren van de Belgische vlag. Er werd geopteerd om het geel te vervangen door het Antwerpse wit. Na de splitsing met de NSV! in 1976 behield deze de originele kleurencombinatie. KVHV-Antwerpen opteerde voor het Oranje-Blanje-Bleu (oranje-wit-blauw), verwijzend naar de kleuren van Willem van Oranje en de Nederlandse gedachte. 
KVHV-Antwerpen gebruikte het Afrikaanse “Handhaaf en bou!” lange tijd officieus als wapenspreuk. Bij de heroprichting werd deze wapenspreuk vertaald naar het Latijn tot “Conserva et aedifica!”.
Met het oprichten van het Seniorenkonvent (SK) op 10 november 1929 door onder meer Mon de Goeyse begon er onder de studenten weer aandacht te komen voor de stijl en gebruiken die in Duitse studentenverenigingen heersten. In 1932 werd in die geest de Flat vervangen door de wijnrode Verbondspet, sterk gebaseerd op de eerdere Gildenpet naar Duits model. De Verbondspet had wel het afhangende bovenstuk van de Flat. Op de Verbondspet worden geen kentekens aangebracht, in tegenstelling tot de jaarsterren die bij verscheidene studentenclubs werden aangebracht. KVHV-Antwerpen draagt de Verbondspet met wijnrode bovenkant en de band in Oranje-Blanje-Bleu (van boven naar onder). Tegenwoordig is het KVHV een van de weinige Vlaamse studentenverenigingen die de oude pettentraditie in ere houdt.
Het clublint van het Antwerpse Verbond bestaat uit de kleuren oranje-wit-blauw, het oranje bevindt zich het dichts bij de hals. Elk lint heeft gouden randen, de zogenaamde Perkussion. In tegenstelling tot de meeste Antwerpse studentenverenigingen draagt enkel de Praeses een breed lint, het zogenaamde praeseslint. In principe is het praeseslint een wissellint, maar om het nette uiterlijk ervan te bewaren schaft in de praktijk elke Praeses steeds een nieuw lint aan. De Schachtenmeester draagt boven zijn clublint over de rechterschouder ook een lint over de linker om zijn functie aan te duiden. Bij zijn aftreden legt hij het bovenste lint af.

## Activiteiten en persoptredens
Op 1 maart 1979 slaagde KVHV-Antwerpen erin om de francofone top bestaande uit Fernand Dehousse (PSB), Charles-Ferdinand Nothomb (PSC) en François Perin (Rassemblement Wallon) naar Antwerpen te halen voor een debat.
In 1982 werd de in ballingschap verblijvende Nguzi Karl I Bond uitgenodigd voor een debat. Destijds was Nguzi Karl I Bond Congolees President Mobutu's belangrijkste opposant.
Op 17 augustus 1985 werd met een academische zitting in de aanwezigheid van Vlaamse premier Gaston Geens de Val van Antwerpen herdacht.
Na de heroprichting betoogde KVHV in 2007 in Sint-Genesius-Rode om de onafhankelijkheid van Vlaanderen te eisen. In 2009 betoogde KVHV opnieuw, dit keer met het oog op de splitsing van de Kieskring Brussel-Halle-Vilvoorde.
Begin 2010 steunde KVHV-Antwerpen de controversiële benoeming van Mgr. André Léonard als aartsbisschop van Mechelen-Brussel.
Als reactie op de aanslepende regeringsonderhandelingen na de Belgische federale verkiezingen 2010 en de zogenaamde 'frietrevolutie', vierde KVHV-Antwerpen in 2011 het zogenaamd wereldrecord regeringsonderhandelingen. In tegenstelling tot de 'frietrevolutie' welke snel een nieuwe federale regering voor ogen had, zag KVHV enkel heil in het einde van België. Op 25 mei 2011 kwam de Tsjechische president Václav Klaus op uitnodiging spreken op de Universiteit Antwerpen over zijn visie op de klimaatproblematiek.
Als openingsactiviteit van het academiejaar 2011-2012 werd de conservatieve cultuurcriticus Theodore Dalrymple aan een vraaggesprek onderworpen, het jaar erop was filosoof Roger Scruton te gast.
In de zomer van 2014 lokte het Antwerpse KVHV controverse uit met het pleiten voor een verhoging van het inschrijvinggeld in het hoger onderwijs. Dit moest voor het Verbond leiden tot beter gemotiveerdere studenten. Later in 2014 kwam toenmalig vicepremier Jan Jambon (N-VA) in een controverse terecht na een uitspraak te doen over zogenaamde geheime 'Atoma-schriftjes' omtrent grondwetsherziening tijdens een lezing voor KVHV-Antwerpen.
Op het openingsdebat van het academiejaar 2016-2017 kondigde Europarlementslid Sander Loones aan dat N-VA werkt aan een lijst van Europese bevoegdheden die terug naar de lidstaten zouden moeten komen.
Gedurende het academiejaar 2017-2018 zorgde een lezing door Staatssecretaris Theo Francken aan de Universiteit Antwerpen voor een protestmars, een driehonderdtal studenten en leden van middenveldorganisaties daagden op. In januari 2018 haalde voorzitter Filip Brusselmans uit naar VTM-journalist Bo Van Spilbeeck die van geslacht veranderde. Hij zei in de pers dat het een "overgave aan het absurde was" en "onwenselijk vanuit katholiek oogpunt".

## Tegenstroom
Tegenstroom is de naam van het tijdschrift van KVHV-Antwerpen. Het werd opgericht in 1973. Tussen 2002 en 2006 verschenen er geen nummers omdat er geen actieve werking was van KVHV-Antwerpen. In 2006 werd Tegenstroom samen met KVHV-Antwerpen opnieuw opgericht. Een aantal ex-hoofdredacteuren is actief lid (geweest) van een politieke partij, vooral van Vlaams Blok en N-VA: Gerolf Annemans (Vlaams Blok/Vlaams Belang), Fons Borginon (VU/Spirit/VLD), Peter De Roover (VU/N-VA), Koen Kennis (VU/N-VA), Paul Cordy (VU/N-VA) en Bart De Wever (VU/N-VA).
Andere bekende ex-hoofdredacteuren zijn journalist Hans Brockmans van Trends en Peter Van den Bossche (Europees rechter bij de WTO).

## (Oud-)praesides
- Edwin Truyens (1974-1976)
- Bart Vandermoere (1976-1979)
- Ivo Gillot (1979-1980)
- Herwig Praet (1980-1981)
- Kris Campo (1981-1983)
- Jef de Jonghe (1983)
- Hans Brockmans (1983-1987)
- Fons Borginon (1987-1988)
- Winfried Lehembre (1988-1989)
- Brecht Vermeulen (1990-1992)
- Erik Stoffelen (1992-1994)
- Hans van Hove (1994-1996)
- Peter Moelans (2006-2009)
- Gorik Van den Berg (2009-2010)
- Ewout Bruwiere (2010-2011)
- Dieter Peeters (2011-2012)
- David Cleiren (2012-2013)
- Wouter Jambon (2013-2014)[12]
- Michaël Hoffmann (2014-2015)
- Andreas Van Puyvelde (2015-2016)
- Nicolas De Laet (2016-2017)
- Filip Brusselmans (2017-2019)
- Joël De Bruyn (2019-2021)
- Yoshi Roex (2022-2023)
- Alexander Van Gansen (2023-2024)

## Bekende Verbonders (selectie)
- Gerolf Annemans (hoofdredacteur 1980-1981)
- Peter De Roover (hoofdredacteur 1983-1984)
- Bart De Wever (hoofdredacteur 1991-1992)
- Bruno Huygebaert (verbondswacht 1980-1981)
- Matthias Storme
- Bruno Valkeniers
- Lionel Vandenberghe
- Kris Van Dijck
- Fons Borginon (hoofdredacteur 1986-1987)
- Koen Kennis (hoofdredacteur 1988-1989)
- Paul Cordy (hoofdredacteur 1990-1991)
- Marijke Dillen